# Málmey
Málmey (gesprochen Maulmey) ist eine Insel im Skagafjörður im Norden Islands.
Sie ist ein 4 km langes, schmales Lavagebilde, das durch den 5 km breiten Málmeyarsund vom Festland getrennt ist. Sie liegt ca. 10 km nördlich vom nächsten Ort Hofsós in der Gemeinde Skagafjörður.
Die Insel ist nur von einer einzigen Familie bewohnt. Es befinden sich beeindruckende Vogelfelsen auf Málmey, wie zum Beispiel am Kap Kringla im Süden der Insel. Von den Siedlungen an der Küste kann man das Eiland per Boot erkunden.